# Talostolida
Talostolida is een geslacht van weekdieren uit de klasse van de Gastropoda (slakken).

## Soorten
- Talostolida latior (Melvill, 1888)
- Talostolida pellucens (Melvill, 1888)
- Talostolida subteres (Weinkauff, 1881)
- Talostolida teres (Gmelin, 1791)